# Rafael Enrique
Rafael Enrique (Naga, 1 juli 1850 - Manilla, 5 mei 1937) was een Filipijns kunstschilder.

## Biografie
Rafael Enrique werd geboren op 1 juli 1850 in Naga in de Filipijnse provincie Camarines Sur. Zijn ouders waren Antonio Enriquez en Chiraca Villanueva. Na het voltooien van de Ateneo de Manila University volgde Enriquez een opleiding aan de Academia de Dibujo y Pintura. Nadien begon hij met een studie rechten aan de University of Santo Tomas. Op zijn 18e vertrok hij echter naar Spanje om daar zijn studie rechten voort te zetten aan de Universidad Central de Madrid. Nadien studeerde Enriquez nog schilderkunst aan de Real Academia de San Fernando. 
In zijn periode in Spanje schilderde hij diverse werken waaronder: San Agustin, una Jitana Tocando la Panderetta (1875), Una drama de la Edad Media, Carmen de Grenada Alhambra en La Lealtad Filipina. Rond 1879 vertrok Enriquez naar Parijs waar hij acht jaar lang woonde. In Parijs schilderde Enrique veelal portretten. In 1887 vertrok Enriquez naar Londen waar hij lange tijd bij Antonio Maria Regidor woonde. Hier schilder hij La Muerte de D. Simon de Anda. Een groot historisch werk dat in 1887 op de Exposicion General de Filipinas in Madrid een medaille won. Andere werken uit deze periode zijn: A portrait of a Young English Woman (1888) en Head of Christ with the Cross (1890).
In 1896 keerde Enriquez terug in de Filipijnen. Hij was daar getuige van de executie van de Filipijnse nationale held José Rizal. In 1908 richtte hij de Sociedad Internacional de Artistas op. Van 1909 tot 1926 was Enriquez decaan van de School of Fine Arts van de University of the Philippines.
Enrique overleed in 1937 in de Filipijnse hoofdstad Manilla. Hij was getrouwd met Elvira Chacon. Samen kregen ze vier kinderen.